# Saarn

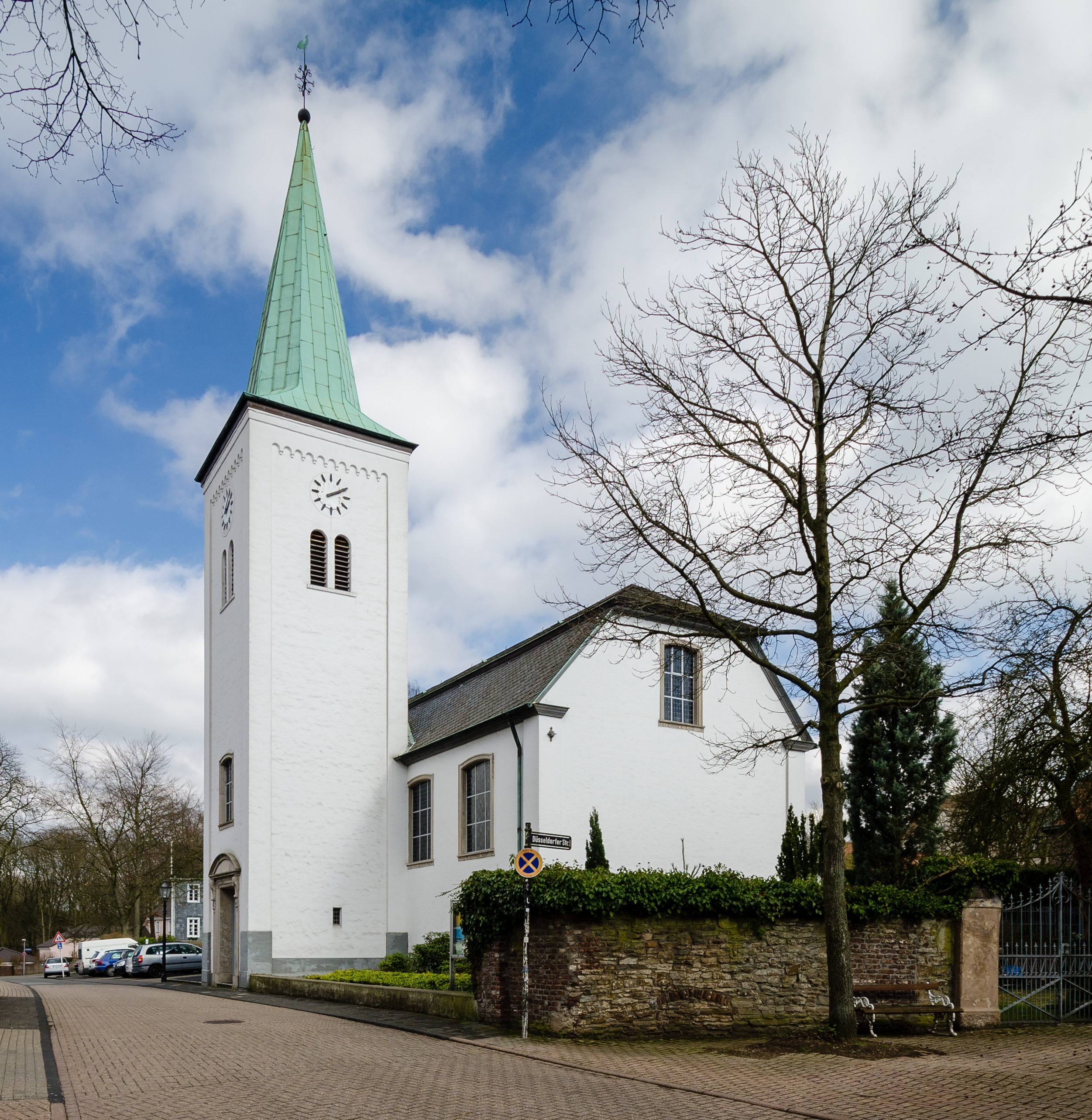
Saarner Dorfkirche in der Holunderstraße

Saarn ist der flächenmäßig größte Stadtteil der kreisfreien nordrhein-westfälischen Stadt Mülheim an der Ruhr. Zu Saarn gehören auch die ursprünglich selbständigen Ortsteile Mintard und Selbeck. In dem Mülheimer Stadtteil befindet sich das mittelalterliche Zisterzienserinnenkloster Saarn. Die Saarner Kuppe ist das am stärksten wachsende Neubaugebiet der Stadt.

## Lage
Saarn ist der südlichste Stadtteil Mülheims und liegt im Stadtbezirk Linksruhr. Nördlich liegt Broich und östlich, auf der anderen Seite der Ruhr, liegen die Stadtteile Altstadt I und Menden-Holthausen. Südlich grenzen an: der Essener Stadtteil Kettwig, die Ratinger Stadtteile Breitscheid und Lintorf, westlich die Duisburger Stadtteile Rahm und Wedau.
Saarn ist besonders auf naturnahes Wohnen und stadtnahe Erholung ausgerichtet. Neben großen Grün- und Waldflächen und den landwirtschaftlich genutzten Flächen sind nur wenige Gewerbe- und Industrieflächen ausgewiesen. Zudem ist das ehemalige Truppenübungsgelände zwischen der B 1 und der A 52 im Jahre 2010 zu einem Naturschutzgebiet umgewandelt worden.

## Geschichte
Beim Bau der Unteren Ruhrtalbahn wurden 1873 nahe dem ehemaligen Zisterzienserinnenkloster Saarn frühmittelalterliche Gräber des 7. und frühen 8. Jahrhunderts angeschnitten. Nach den alten Beschreibungen wurden neben Körperbestattungen auch Brandbestattungen und Pferdegräber entdeckt, was für ein sächsisches Gräberfeld spricht.
Saarn gehörte, mit Ausnahme von Mintard und Selbeck, im Spätmittelalter und in der Frühen Neuzeit zur Herrschaft Broich. Die Geschichte des Ortsteils ist eng verknüpft mit dem Nonnenkloster Saarn, das um das Jahr 1200 entstand, als in Sarnon erste Klostergebäude auf dem Gelände der späteren Abtei errichtet wurden. 1214 erfolgte die erste urkundliche Erwähnung in den Verzeichnissen des Reichsstiftes Werden. Während die Reformation dazu führte, dass die übrigen Mülheimer Pfarreien zum Protestantismus konvertierten, blieb das Kloster katholisch und wurde 1729 im Zuge umfangreicher baulicher Erneuerungen im Barockstil umgestaltet. Erst 1778 wurde die erste evangelische Kirche in Saarn eingeweiht.
1808 führten die Napoleonischen Eroberungen zur Auflösung des Klosters. Die Gebäude standen zunächst leer, bis 1815 in dem ehemaligen Konvent eine Gewehrfabrik eingerichtet wurde. Diese Gewehrfabrik bestand bis zu ihrer Verlegung nach Erfurt im Jahre 1862.
Im Landkreis Mülheim an der Ruhr gehörte die Gemeinde Saarn seit 1878 zur Bürgermeisterei Broich. Ein Jahr später wurde der Stadtteil über die Untere Ruhrtalbahn mit Styrum und Kettwig verbunden.
Zum 1. Januar 1904 wurde Saarn nach Mülheim an der Ruhr eingemeindet.

## Sehenswürdigkeiten

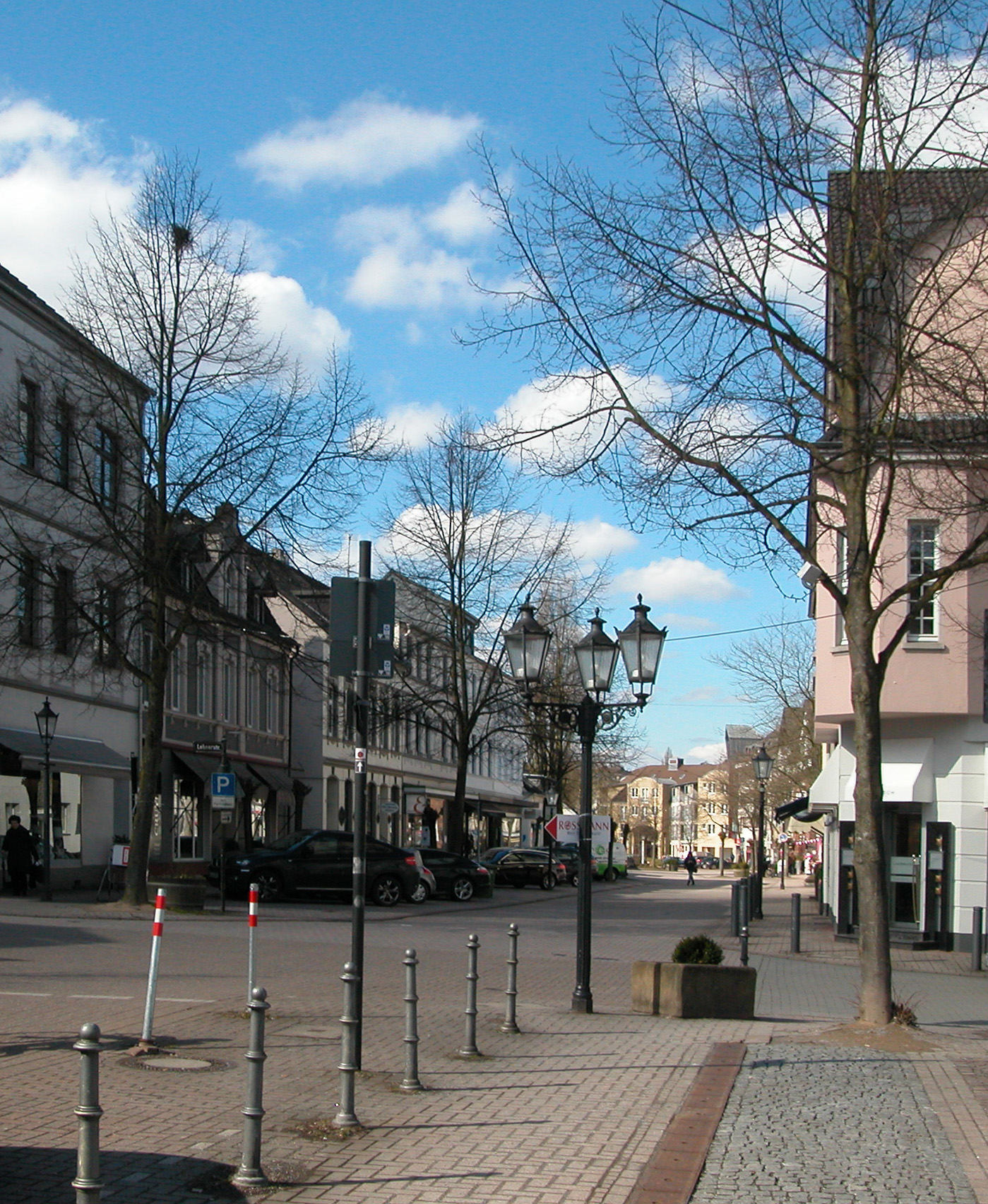
Düsseldorfer Straße – Einkaufsstraße in Saarn

Die Einkaufsstraße von Saarn – die Düsseldorfer Straße – erstreckt sich etwa 1 km durch die historische Altstadt des Stadtteils und bietet einen abwechslungsreichen Branchenmix. Besser bekannt ist dieses Zentrum auch unter dem Namen Dorf Saarn, der auf das freundlich und persönlich wirkende Erscheinungsbild hinweisen soll. Ein überregional bekanntes und beliebtes Ereignis ist der alljährlich stattfindende Nikolausmarkt am 6. Dezember.
Weitere Sehenswürdigkeiten und die Gebäude, die aufgrund ihrer baulichen oder historischen Bedeutung als Kulturdenkmal eingestuft werden, sind in der Liste der Baudenkmäler in Saarn aufgeführt.

## Persönlichkeiten

### Personen mit Bezug zu Saarn
- Johann Heinrich Lindermann (1802–1892), Bandweber, Kolporteur und Begründer der sabbatarischen „Christen-Gemeinde“
- Otto Pankok (1893–1966), Maler